# 8787 Ignatenko
8787 Ignatenko este un asteroid din centura principală de asteroizi.

## Descriere
8787 Ignatenko este un asteroid din centura principală de asteroizi. A fost descoperit pe 4 octombrie 1978 la Observatorul de Astrofizică din Crimeea de Tamara Smirnova. El prezintă o orbită caracterizată de o semiaxă mare de 3,15 ua, o excentricitate de 0,16 și o înclinație de 10,6° în raport cu ecliptica.